# Ma grand-mère (film)
Pour plus de détails, voir Fiche technique et Distribution.
Ma grand-mère (Моя бабушка) est une comédie dramatique muette soviétique réalisée par Konstantine Mikaberidze et sortie en 1929.

## Synopsis
Un bureaucrate est licencié. Il essaie pendant longtemps de trouver un nouvel emploi, mais il n'est embauché nulle part. Quelqu'un conseille alors au héros de trouver une « grand-mère », c'est-à-dire d'obtenir une lettre de recommandation, ce qu'il fait. Il se présente à une organisation, muni d'une « lettre de grand-mère » dans une enveloppe, mais lorsque le chef d'entreprise l'imprime, il s'avère que la lettre contient une recommandation de ne pas embaucher ce sujet, qui a ennuyé tout le monde avec ses demandes. À la fin du film, un fonctionnaire apparaît, disperse tous les bureaucrates, y compris le protagoniste, et dirige lui-même l'institution afin d'y mettre de l'ordre,,.

## Fiche technique
- Titre français : Ma grand-mère[4]
- Titre original russe : Моя бабушка, Moïa babouchka[5]
- Titre géorgien : ჩემი ბებია, Chemi bebia
- Réalisation : Konstantine Mikaberidze
- Scénario : Semion Dolidze (ru), Gueorgui Mdivani (ru), Konstantine Mikaberidze
- Photographie : Anton Polikevitch (ru), Vladislav Poznan
- Décors : Valerian Sidamon-Eristov (ru), Irakli Gamrekeli (ru)
- Société de production : Kartuli Pilmi
- Pays de production :  Union soviétique,  RSS de Géorgie
- Langue originale : géorgien, russe (film muet)
- Format : noir et blanc - 1,33:1 - Muet - 35 mm
- Genre : comédie dramatique
- Durée : 67 min
- Dates de sortie: 
  - Union soviétique: 1929

## Distribution
- Alexandre Takaïchvili : le bureaucrate
- Bella Tchernova : la femme du bureaucrate
- Ye. Ovanov : le cocher
- Akaki Khorava : l'ouvrier
- Mikhaïl Abessadze
- S. Absalimova
- Konstantine Lavretskiï
- Chalva Guédevanichvili
- Chalva Khouskivadze

## Production
Le film a été tourné pendant la période de lutte acharnée au sein du parti communiste au pouvoir, qui a débuté dans la seconde moitié des années 1920 - l'« affaire du parti industriel (ru) » et la lutte contre le trotskisme. Le parti au pouvoir divise à nouveau le pays entre « les siens » et « les étrangers » - les bureaucrates contre lesquels cette comédie satirique est dirigée appartiennent à cette dernière catégorie. Le film a été réalisé en 1929, mais il a ensuite été interdit pour cause d'« antisoviétisme » et n'est sorti que dans les années 1970.

## Accueil
Lioudmíla Mázour (ru) note la similitude entre le pathos du film et certaines œuvres « anti-bureaucratiques » de Vladimir Maïakovski. Elle note en particulier la scène d'ouverture du film, dans laquelle plusieurs « bureaucrates » sont assis à une immense table ronde et se livrent à des activités totalement insolites et étranges : quelqu'un tripote une voiture jouet, quelqu'un joue aux cartes, quelqu'un lance des avions en papier sur le secrétaire. Au même moment, le papier des mains du travailleur qui a présenté la demande commence à voyager autour de la table, puis il est « mis sous la table ». Le prolétaire indigné se transforme en une figure monumentale, prête à briser toute cette bureaucratie qui empêche le pays de vivre.
Mazur souligne la finesse du travail de la caméra et l'habileté de la mise en scène, ainsi que l'utilisation de l'animation.